# Compañía de Campeadores (Orán)
La Compañía de Campeadores de la ciudad argelina de Orán, perteneciente a la soberanía España hasta 1792, fue una unidad militar creada en 1787, compuesta de desterrados de la citada plaza africana.

## Origen
En Orán en tiempo de peste no se permitía salir fuera de los rastrillos a los Moros Mogataces, y para suplir el servicio que los moros hacían de las descubiertas, se formó la Compañía de Campeadores de Orán por Real Orden de 6 de julio de 1787.

## Funciones
- Hacer reconocimientos en el campo para descubrir al enemigo
- Habían de hacer su servicio a pie o a caballo
- Usaban los caballos de los Mogataces

## Composición
- Teniente Oficial de las partidas de los fusileros
- Un sargento
- Tres cabos
- Treinta y seis soldados

## Conservación de la compañía
Tras haber cesado los motivos porque se formó la citada compañía a representación del comandante general Luis de las Casas, mandó el rey por Real Orden de 8 de enero de 1790 se conservará dicha plaza, aún se mantuviese las de Mogataces, y se componía de lo siguiente:
- Un capitán
- Un sargento
- Un cabo
- Diez soldados que debían formar parte del Cuerpo de Desterrados Armados.